# Одинцов, Сергей Дмитриевич
Сергей Дмитриевич Одинцов (р. 2 марта 1959, Щучинск) — российский физик-теоретик, доктор физико-математических наук, профессор.

## Биография
С. Д. Одинцов родился 2 марта 1959 года в г. Щучинске Казахской ССР. В 1976 году поступил на физико-технический факультет Томского государственного университета, в 1978 году перевёлся на физический факультет ТГУ. В 1981 году окончил университет по специальности «физика», получил диплом с отличием. В 1981 году принят на должность стажёра-исследователя теоретического отдела Института сильноточной электроники Сибирского отделения академии наук СССР.
В 1982—1985 годах учился в аспирантуре по специальности «теоретическая и математическая физика» при кафедре теоретической физики ТГУ (научные руководители В. Г. Багров и И. Л. Бухбиндер). В 1985 году защитил кандидатскую диссертацию на тему «Метод ренормализационной группы в квантовой теории поля в искривлённом пространстве-времени».
С 1985 году работает ассистентом, старшим преподавателем, доцентом, профессором кафедры математического анализа Томского государственного педагогического университета. В 1991 году защитил докторскую диссертацию. В качестве приглашённого профессора преподавал в университетах Испании, Италии, Норвегии, Японии, Колумбии, Мексики, США и др. странах.
В 2011 году был включён в рейтинг Forbes 10 самых известных учёных русского происхождения.

## Профессиональная и научная деятельность
С. Д. Одинцов — автор более 500 научных работ по теории гравитации, математической физике и космологии. С. Д. Одинцов является одним из самых цитируемых учёных-физиков в мировом научном сообществе (более 45 тыс. ссылок на его работы). Его индекс Хирша равен 93.
В 1985 участвовал как слушатель в работе школы «Квантовые частицы в интенсивных полях» (Кишинёв, 1985)[значимость факта?].
Член Королевского Норвежского общества наук и литературы (2003)
Лауреат Медали Амальди Итальянского гравитационного общества (2014)